# Wydział Architektury Wnętrz Akademii Sztuk Pięknych im. Jana Matejki w Krakowie
Wydział Architektury Wnętrz Akademii Sztuk Pięknych im. Jana Matejki w Krakowie – jeden z siedmiu wydziałów Akademii Sztuk Pięknych im. Jana Matejki w Krakowie. Jego siedziba znajduje się przy ul. Syrokomli 21 w Krakowie. 
Tradycje Wydziału Architektury Wnętrz sięgają połowy XX wieku. Za jego początek można uznać Wydział Przemysłu Artystycznego istniejący w ramach Instytutu Technicznego, wyodrębnionego z niego w roku 1914 jako Szkoła Sztuki Stosowanej. Wydział Architektury Wnętrz zaistniał z chwilą powstania Państwowej Szkoły Przemysłu Artystycznego w roku 1918 a następnie Instytutu Sztuk Plastycznych w 1937 roku. Jego geneza sięga również działających równolegle w tym czasie w Akademii Sztuk Pięknych: Studium Architektury (1913) oraz Wydziału Architektury (1924). Po II Wojnie Światowej, od roku 1946 Wydział Architektury Wnętrz funkcjonował w ramach Państwowej Wyższej Szkoły Sztuk Plastycznych, a po przekształceniu  w roku 1950 - w Akademii Sztuk Pięknych.
Czerpiąc z wieloletniej tradycji i doświadczeń Wydział wypracował swą linię programową. Jako podbudowę działań projektowych w zakresie dwóch głównych specjalności – architektury wnętrz i projektowania wystaw, a obecnie również projektowania mebli – podejmowano i rozwijano zagadnienia architektury, malarstwa, rzeźby, grafiki, fotografii. W roku 1964 wydzielono z Wydziału zagadnienia wzornictwa przemysłowego, tworząc Wydział Form Przemysłowych.
Zadaniem Wydziału Architektury Wnętrz jest przygotowanie studentów do samodzielnej, twórczej pracy projektowej, związanej z projektowaniem przestrzeni, zwłaszcza do projektowania architektury wnętrz, mebli oraz ekspozycji. Program opiera się na rozwijaniu dwóch zasadniczych aspektów osobowości projektanta: emocjonalnego i racjonalnego. Oznacza to budowanie wrażliwości plastycznej i kreatywności oraz profesjonalnej sprawności i wiedzy.
Wysoki poziom kształcenia na Wydziale Architektury Wnętrz oraz wszechstronne przygotowanie studentów w dyscyplinach specjalizacyjnych i ogólnoplastycznych sprawiają, że znajdują oni zatrudnienie w kraju i zagranicą jako projektanci w różnych dziedzinach, a także działają jako samodzielni twórcy. W roku akademickim 2023/2024 Wydział przeniósł się do nowej siedziby przy ul. Syrokomli 21 w Krakowie.

## Struktura
Źródło:
- Katedra Projektowania Architektury Wnętrz - I Pracownia Projektowania Architektury Wnętrz   prof. dr hab. Elżbieta Pakuła-Kwak, dr Joanna Łapińska ad. - II Pracownia Projektowania Architektury Wnętrz prof. dr hab. Rafał Ziembiński, mgr Marta Wolny as. - III Pracownia Projektowania Architektury Wnętrz dr Małgorzata Zbroińska-Piątek ad.; mgr Sywia Siudak-Bielecka as. - IV Pracownia Projektowania Architektury Wnętrz prof. dr hab. Beata Gibała-Kapecka; dr Kaja Czajczyk ad.
- Katedra Projektowania Przestrzeni Ekspozycyjnych i Multimedialnych - I Pracownia Projektowania Przestrzeni Ekspozycyjnych dr hab. Joanna Kubicz prof. ASP ; dr Paweł Żelichowski ad. - II Pracownia Projektowania Przestrzeni Ekspozycyjnych dr hab. Patrycja Ochman-Tarka prof. ASP; mgr Jagoda Piotrowska as. - Pracownia Mediów i Scenografii w Przestrzeni Publicznej  dr hab. Marek Braun, prof. ASP; dr Karolina Baniowska as.
- Katedra Projektowania Mebli i Elementów Wyposażenia Wnętrz
- Katedra Nauki i Sztuki Projektowania
- Katedra Sztuk Pięknych

## Kierunki studiów
- architektura wnętrz – studia stacjonarne i niestacjonarne dwustopniowe

## Władze
| kadencja 2024–2028 |                                   |
| Dziekan            | prof. dr hab. Rafał Ziembiński    |
| Prodziekan         | dr Joanna Łapińska                |
| kadencja 2020–2024 |                                   |
| Dziekan:           | prof. dr hab. Marek Błażucki      |
| Prodziekan         | dr hab. Łukasz Sarnat prof. ASP   |
| kadencja 2016–2020 |                                   |
| Dziekan            | prof. dr hab Beata Gibała-Kapecka |
| Prodziekan         | dr hab. Joanna Kubicz prof. ASP   |